# Cristina Ioriatti
Cristina Ioriatti, född 19 januari 1973, är en italiensk bågskytt. Hon deltog vid olympiska sommarspelen 2000.